# جغناب (كوثر)
جغناب هي قرية في مقاطعة كوثر، إيران. يقدر عدد سكانها بـ 469 نسمة بحسب إحصاء 2016.